# Muriculus imberbis
Muriculus imberbis är en gnagare som först beskrevs av Eduard Rüppell 1842.  Muriculus imberbis är ensam i släktet Muriculus som ingår i familjen råttdjur. IUCN kategoriserar arten globalt som livskraftig. Inga underarter finns listade i Catalogue of Life.
Individerna når en kroppslängd (huvud och bål) av 70 till 95 mm och en svanslängd av 45 till 60 mm. Pälsen på ryggen består av hår med en blågrå basis och en mörk gulbrun spets. Undersidans päls är ljusbrun till vit. På ryggens mitt finns en kännetecknande linje. Svansen är täckt av tunna hår. Den har mörkbrun ovansida och gulgrå undersida. Muriculus imberbis har avrundade öron och korta klor. Framtänderna är smala.
Denna gnagare förekommer med flera från varandra skilda populationer i Etiopiens högland. Den vistas i regioner som ligger 1900 till 3400 meter över havet. Habitatet utgörs främst av gräsmarker.
Individerna är aktiva på natten. De äter antingen frön eller insekter. Troligen gräver de sina underjordiska bon själva. Ofta observeras arten tillsammans med individer av Arvicanthis abyssinicus.
Muriculus imberbis är nära släkt med egentliga möss (Mus). Tillsammans utgör de Mus-gruppen inom underfamiljen Murinae. Enligt en molekylärgenetisk undersökning från 2015 ska Muriculus klassificeras som undersläkte till Mus. Artens vetenskapliga namn blir i så fall Mus imberbis.